# Barrio La Barda
Barrio La Barda es una localidad argentina ubicada en el Departamento General Roca de la provincia de Río Negro. Se halla sobre la barda, nombre con que se designa el área elevada a continuación del valle de irrigación del río Negro, y se encuentra 3 km al norte de Ingeniero Luis A. Huergo, de la cual depende administrativamente.

## Población
Contó con 71 habitantes (Indec, 2010), lo que representó un descenso del 8% frente a los 78 habitantes (Indec, 2001) del censo anterior.

El censo 2022 registró una población de 27 habitantes que se repartieron entre 1845 hombres y 1812 mujeres. Sin embargo, las cifras obtenidas fueron estimativas solo teniendo en cuenta a la población en viviendas particulares; es decir, excluyendo del dato a la población institucional y las personas sin hogar. Gracias a este censo también fue posible conocer su densidad y tamaño urbano.
| Evolución demográfica |
|                       |
| INDEC                 |